# 蛆

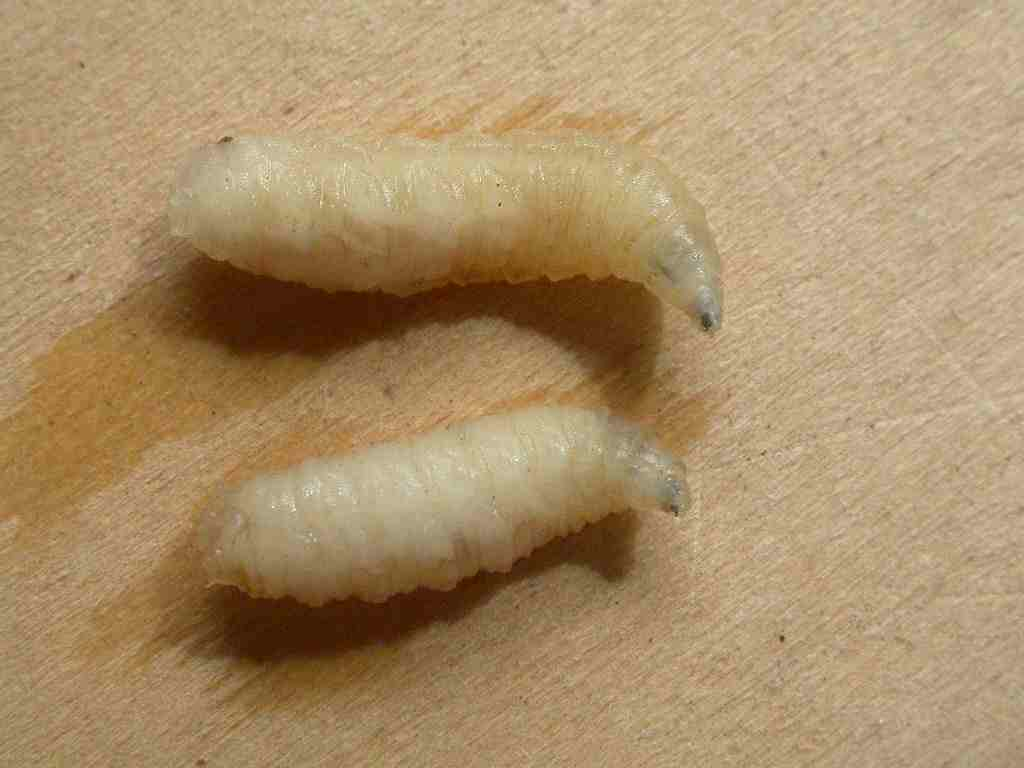
蛆（シリアカニクバエ）

蛆（うじ）、あるいは蛆虫（うじむし）は、ハエの幼虫である。一般には、餌となる腐肉など生ごみや動物の糞、死体などに発生するものを指す。医療ではマゴット（Maggot）とも呼ばれる。

## 基本的特徴

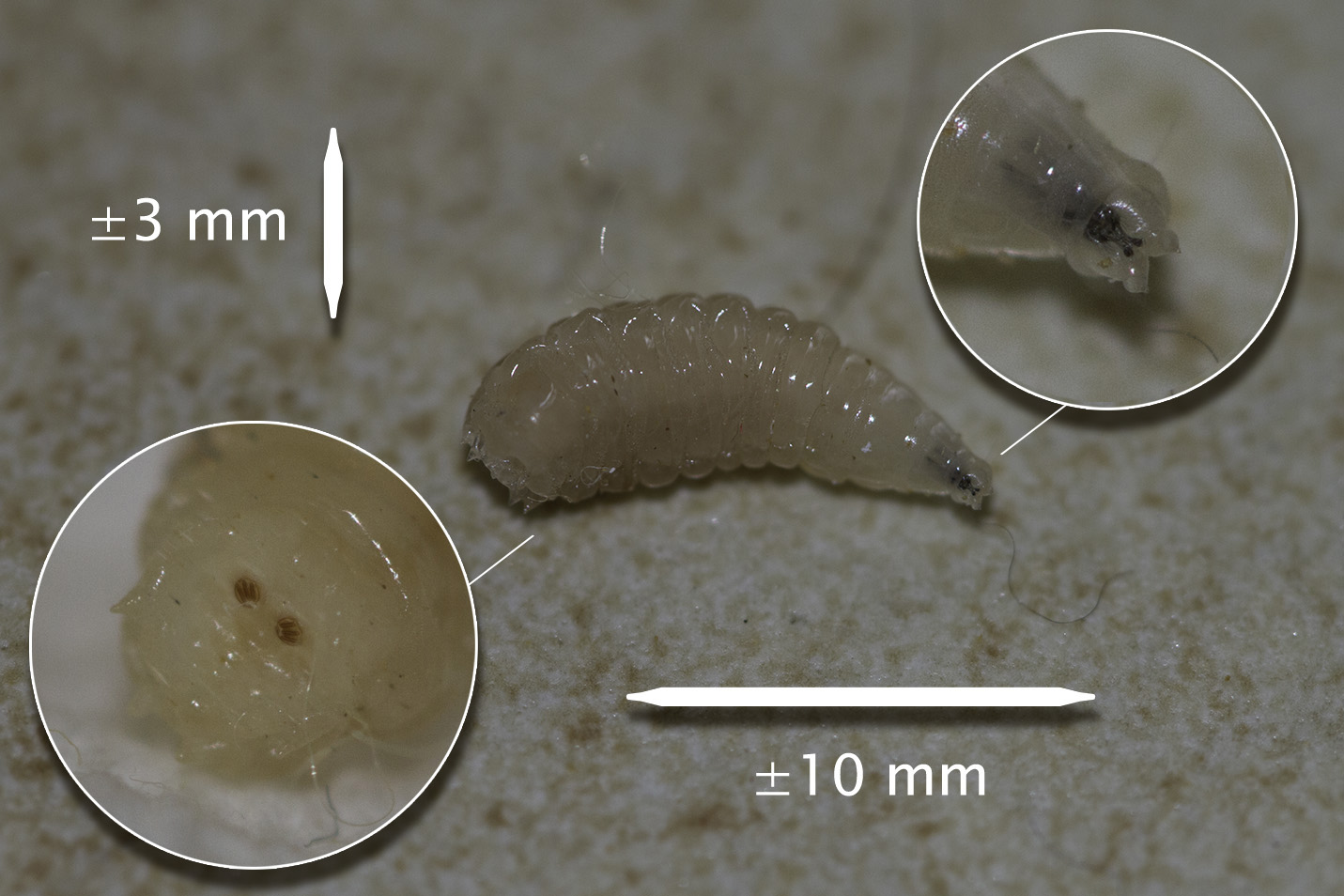
蛆の外見。

ウジと呼ばれるのは、ハエ目短角亜目・環縫短角群に属するハエの幼虫である。脚は全くなく、頭も見かけ上は存在しない。細長い体には付属物がほとんどなく、頭部の方がとがっているものが多い。後方に気門が開き、そこを水面に出せば呼吸ができる。これは水生昆虫に見られる適応であるが、どろどろに溶けた腐敗物も液状であるから有効な適応である。この仲間の幼虫は全体としては森林土壌や水中、陸上などの様々な環境に生息する種があり、必ずしも不潔なものではない。しかし、人間にとっては腐肉や糞などに発生する蛆が最も身近で印象が強いため、蛆と言えばこのようなものに発生するもののことを指すのが普通である。詳しい構造はハエ#幼虫を参照のこと。
普通、このようなものに発生するハエはイエバエ、ニクバエ、キンバエなどである。これらのウジの体は色白で、扁平でなく頭の方へ細まっている。脚に当たるものはなく、全身を波打たせるようにして進む。人家周辺で見かけるもう一つのウジはコウカアブ類のもので、体の表面はやや硬く、扁平で、灰褐色をしており、動きが鈍い。下水周辺などに出没する。本項では前者を中心に記述する。
動物の死体や汚物には即座と言ってよいほど素早く出現する。親バエが直接に幼虫を産む種では、卵が孵化するまでの時間すらかからない。液体化した腐敗物の表面に気門を出し、多数が動くと汚物の表面全体がざわついて見える。便所が水洗化されていない所では、便器の穴や便槽のふたを開けて中をのぞき込めばこの様子が観察できる。

## 人間とのかかわり

### 害虫または嫌悪・侮蔑の対象として
生ごみや死体、糞便に大量に発生するため、大多数の人間は蛆に対して強い嫌悪感を覚える。蛆のお陰で糞便や死体が処理されることは理解できたとしても、容認し難い不気味さを覚える人間は少なくない。そのような汚物や不潔にしているものが発生源とされるため、成虫のハエもろとも衛生害虫として認知されている。
このため、生ごみ処理においては密閉などによりハエ成虫の侵入を防ぎ、蛆の発生を予防するよう地方自治体などから注意喚起が行われる。また、いわゆる特殊清掃や、ペットの多頭飼育崩壊の後始末においても蛆の駆除が作業の一工程となっている。
蛆、あるいは蛆虫という言葉は不潔、醜穢で価値の低いもの、汚れたものの比喩でも使われる。「男やもめに蛆が湧き、女やもめに花が咲く」という諺もある。
他人に対して使われた場合には強い侮蔑感を与える。稀に、どこからともなく湧いてくるものの意味として使われることもある。英語においては、スラング、特に軍隊用語として「蛆虫野郎（Maggots）」という表現で罵りに使われることがある。

### 益虫として

#### 釣り餌や食用

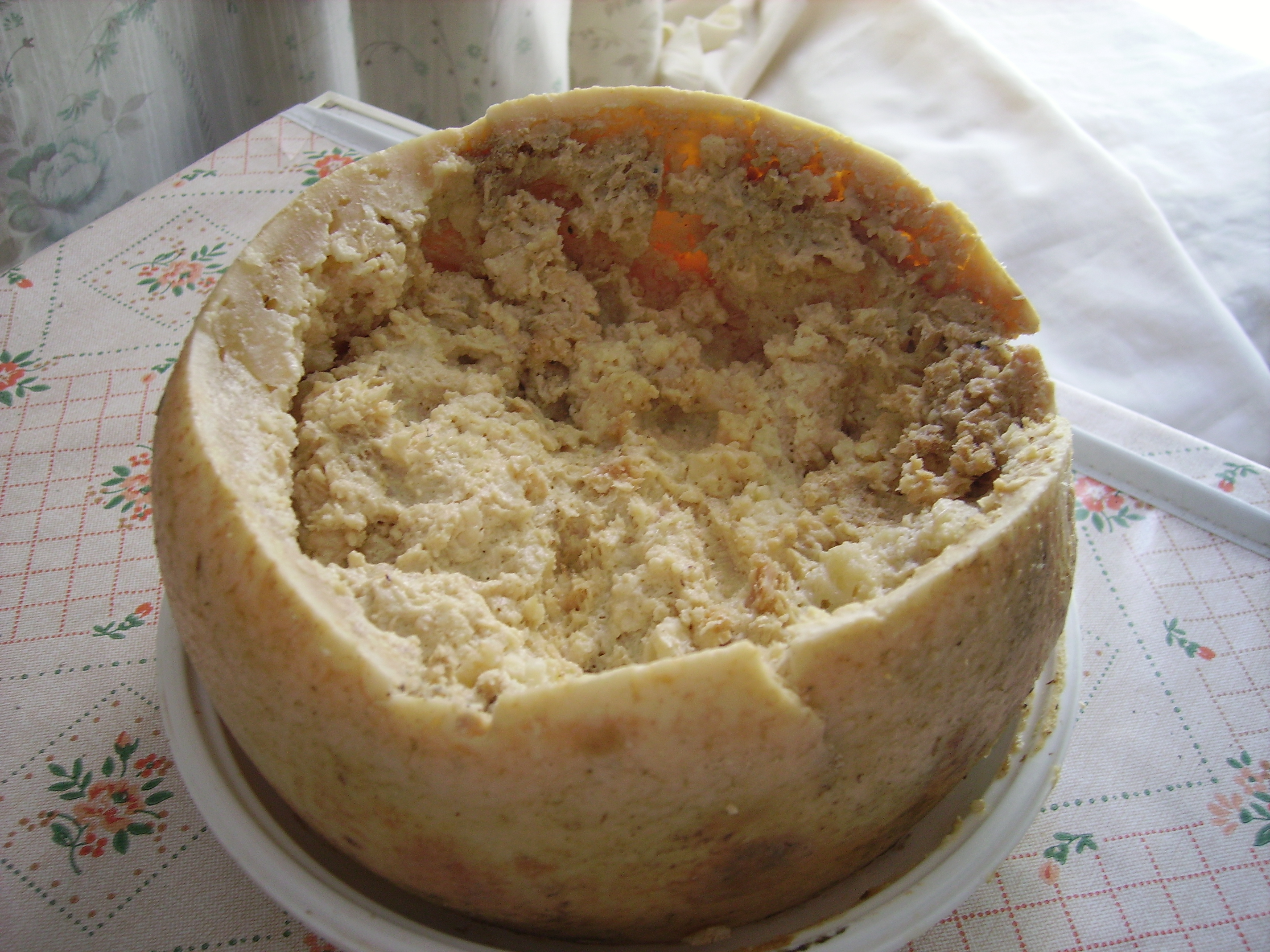
チーズに蛆を湧かせたカース・マルツゥ

淡水魚の釣り用の餌として使われることもあり、養殖も行われている。大抵はニクバエ類の幼虫が養殖されており、その場合には衛生管理下で飼育され、着色されてサシまたはサバムシと呼ばれる。イタリアのサルデーニャ地方には発酵して蛆をわかせたカース・マルツゥと呼ばれるチーズが実在し、珍味とされている。蛆の外見ははちのこ（クロスズメバチなど蜂の幼虫のこと）に似るが、はちのこ程の美味ではなく、ごく普通の（昆虫の）味であった、との報告がある。
釣り餌としてハナアブ類の幼虫 (Rat-tailed maggot) も使われる。

#### 生ごみ処理や飼料、肥料
生ごみや家畜の糞を蛆に食べさせて、育った蛆を飼料に、蛆の糞を肥料に使う取り組みも行われている。旧ソビエト連邦が宇宙開発用に研究していたイエバエの技術を引き継いだ日本のベンチャー企業ムスカの例では、微生物による発酵（腐敗）に比べて早く処理でき、温暖化ガスの排出も少ないという。

#### 傷の治療に用いられる場合
傷の手当や治療が不十分で、不潔な包帯を放置された場合など、傷口に蛆が湧く場合がある。けが人にとってその感触は極めて不快であるとのことだが、蛆が膿や腐敗した部分を食べることで傷口が清潔になり、むしろ傷の状態が良くなったり、患部を含めた周辺部位まで壊疽が広がることによる切断や切除を免れたりする場合がある。第一次世界大戦中、既に傷口に蛆が発生した負傷兵の生存率が突出して高いことには注目が集まっていたという。
蛆は、正常な組織や生きている組織を食べることはない上に（ただし、これは積極的に人体に寄生し咀嚼する種を除く）、殺菌効果のある分泌液を出しながら腐敗した細胞や壊死細胞のみを食べるので、感染症の予防効果がある。また、分泌液は肉芽細胞や毛細血管の再生を促進させる働きもある。
そのため、このことを潰瘍や末期の糖尿病における四肢の壊疽などの治療に積極的に利用する治療法（マゴットセラピー、MDT）がある。ただし、もちろんこれは専門医の指導の下、医療用に繁殖させた無菌蛆を使った場合に限る。
外科治療に関する医学的な知識がない者が蛆を用いた治療を試みるべきではないと言える。